# CSKA (stacja metra)
CSKA (ros. ЦСКА) – stacja linii Bolszej Kolcewej metra moskiewskiego, znajdująca się w północnym okręgu administracyjnym Moskwy w rejonie Choroszowskim (Хорошёвский). Otwarcie miało miejsce 26 lutego 2018 roku.
Stacja trójnawowa typu płytkiego kolumnowego z peronem wyspowym położona jest na głębokości 28 metrów. Architektura przystanku nawiązuje do klubu sportowego, od którego stacja zaczerpnęła swoją nazwę. Sufit zdobią aluminiowe panele z nadrukowanymi w technologii UV kolażami poświęconymi różnym dyscyplinom sportu, zaprojektowane przez J. W. Bubniową i J. B. Szczegłowa. Na peronie ustawiono odlane z brązu rzeźby sportowców o wysokości 5 metrów autorstwa M. W. Pierejasławca: narciarza (pierwowzór Nikołaj Pankratow), koszykarza (pierwowzór Wiktor Chriapa), hokeisty (pierwowzór Dienis Dienisow) oraz piłkarza (pierwowzór Wsiewołod Bobrow).